# Peter Sillett
Richard Peter Tudor Sillett (Southampton, 1 de fevereiro de 1933 - 13 de março de 1998) foi um futebolista e treinador inglês, que atuava como defensor.

## Carreira
Peter Sillett fez parte do elenco da Seleção Inglesa de Futebol que disputou a Copa do Mundo de 1958.

## Ligações Externas
- Perfil em FIFA.com (em inglês)